# Liste der Monuments historiques in Coinches
Die Liste der Monuments historiques in Coinches führt die Monuments historiques in der französischen Gemeinde Coinches auf.

## Liste der Objekte
| Bezeichnung                 | Beschreibung                               | Standort                       | Kennzeichnung | Schutzstatus | Datum | Bild |
| --------------------------- | ------------------------------------------ | ------------------------------ | ------------- | ------------ | ----- | ---- |
| Orgel                       | Haupteintrag für PM88001130                | in der Kirche St-Claude (Lage) | PM88001130    | Classé       | 1971  |      |
| Instrumentalteil der Orgel  | 1834/35 von Jean-Nicolas Jeanpierre gebaut | in der Kirche St-Claude (Lage) | PM88001130    | Classé       | 1971  |      |
| Gemälde Anbetung der Hirten | Ölfarbe auf Holz, 1620 von Claude Bassot   | in der Kirche St-Claude (Lage) | PM88000152    | Classé       | 1951  |      |